# Cengia Martini

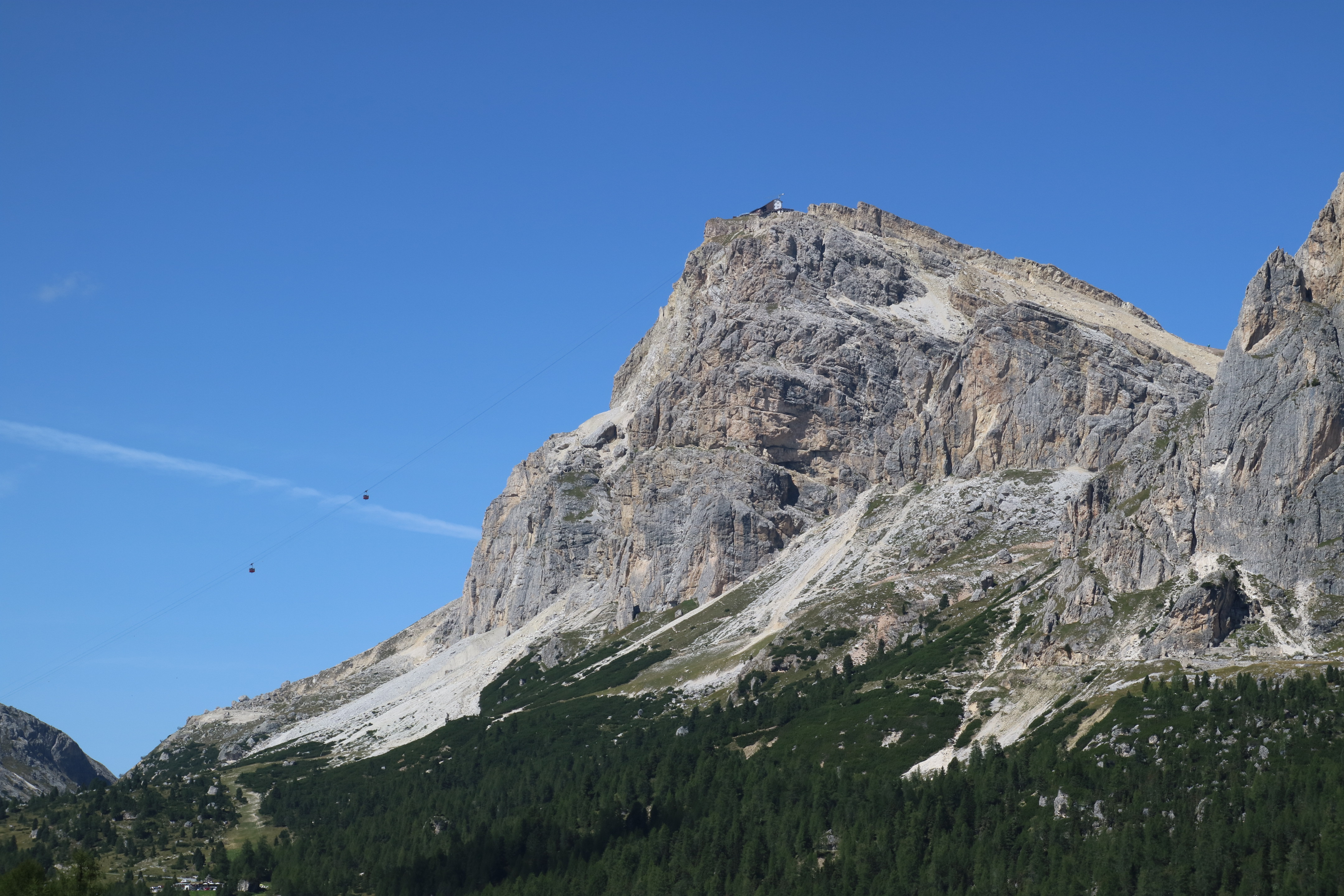
Kleiner Lagazuoi mit dem Martini-Felsband in der Mitte der Wand

Mit Cengia Martini (deutsch auch Martini Felsband) wird ein Felsband am Kleinen Lagazuoi oberhalb des Falzaregopasses in den Dolomiten bezeichnet. Der Ort war eine wichtige italienischen Stellung im Ersten Weltkrieg. In den Jahren 1915 bis 1917 verlief die Frontlinie zwischen der österreichisch-ungarischen Monarchie und dem Königreich Italien über den Falzaregopass der von den österreichisch-ungarischen Stellungen auf dem Hexenstein und dem Kleinen Lagazuoi gut gesichert war. Zwischen dem 18. und 19. Oktober 1915 besetzten Alpini unter Major Ettore Martini das Felsband auf halber Höhe der bis 500 m hohen, fast senkrechten Felswand des Kleinen Lagazuoi. Dieses Felsband, später Cengia Martini genannt, erlaubte es den italienischen Truppen die österreichisch-ungarische Vonbank-Stellung anzugreifen, die den Valparolapass verteidigte. Den österreichischen Truppen gelang es trotz großer Anstrengungen und mehreren Minensprengungen nicht, die Italiener von diesem Band zu vertreiben, sie konnten aber das weitere Vorrücken der italienischen Truppen unterbinden. Erst der italienische Rückzug im November 1917 beendete die Kämpfe um dieses Felsband.

## Lage
Das Martini-Felsband durchschneidet horizontal die bis 500 m hohen Südwand des Kleinen Lagazuoi, einem 2778 m s.l.m. hohen Berg in der Fanesgruppe, welche zum UNESCO-Welterbe Nördliche Dolomiten gehört. Der Gipfel liegt nördlich oberhalb des Passo di Falzarego in der Provinz Belluno (Region Venetien) wenige Hundert Meter südöstlich der Südtiroler Grenze. Das Felsband wird vom Passo di Falzarego aus über den Wanderweg „Sentiero del Fronte“ nach dem Stolleneingang in die Galeria Lagazuoi bei 46°31'34.9"N 12°00'50.7"E erreicht.

## Geschichte

### Vorgeschichte
Am 23. Mai 1915 erklärte das Königreich Italien dem österreichisch-ungarischen Kaiserreich den Krieg. Das italienische Heer besetzte Cortina d’Ampezzo und beendete dessen 400 Jahre lange Zugehörigkeit zum habsburgischen Reich. Die K.u.k. Truppen zogen sich zur sogenannten Vonbank-Stellung am Valparolapass zurück und besetzten den Kleinen Lagazuoi und den Hexenstein. Der italienische Vorstoß in Richtung Gadertal, Pustertal und Brenner wurde am Valparolapass und am Falzaregopass aufgehalten, weil das Vorfeld der Vonbank-Stellung von den beiden flankierenden Bergstellungen aus gut verteidigt werden konnte.

### Besetzung des Martini-Felsbandes
Nach zahlreichen nächtlichen Erkundungen in der Südwand des Kleinen Lagazuoi, die in sehr schwierigem, hochalpinen Gelände und in direkter Nachbarschaft der K.u.k. Stellungen durchgeführt wurden, besetzten zwischen dem 18. und 19. Oktober 1915 zwei Einheiten der Alpini unter Major Ettore Martini ein Felsband, das sich etwa in halber Berghöhe befindet und die Felswand fast horizontal von Ost nach West durchzieht. Sie erreichten es durch eine steile, ungeschützte Bergrinne. Da es vor Beschuss der österreichischen Artillerie gut geschützt in den Bergstellungen auf dem Kleinen Lagazuoi und dem Hexenstein liegt, konnte man in weiterer Folge diese Stellung weiter ausbauen und verstärken. Der östliche Teil des Felsbandes wurde nach Major Martini benannt. Es ist heute immer noch unter seinem Namen bekannt.
Die Besetzung des Felsbands brachte der italienischen Seite einen strategischen Vorteil. Die österreichisch-ungarische Vonbank-Stellung, die den Valparolapass verteidigen sollte, konnte von dem Felsband aus von oben angegriffen werden. Es war somit ein wichtiger (manche Quellen sagen der wichtigste) italienischer Vorposten in diesem Frontabschnitt.

### Ausbau der Stellung
Das Martini-Felsband wurde im Laufe der Zeit immer besser befestigt und ausgestattet. Die Österreicher versuchten vergeblich, die Italiener von dem Felsband zu vertreiben. Ein Zugangstunnel wurde gegraben, um die Versorgung der Stellung vor Beschuss vom Hexenstein zu schützen. Es wurde mit einer Telefonverbindung und einer Materialseilbahn ausgestattet und Küchen, eine Kantine, Materiallager, ein Verbandsplatz, eine Schmiede und eine Schreinerei sowie eine Kompanie-Schreibstube wurden errichtet. Die 140 Männer zählende Mannschaft war in gut ausgestatteten Kavernen sowie kleinen Baracken untergebracht, die durch die Felswand geschützt waren.

### Weiteres Kriegsgeschehen

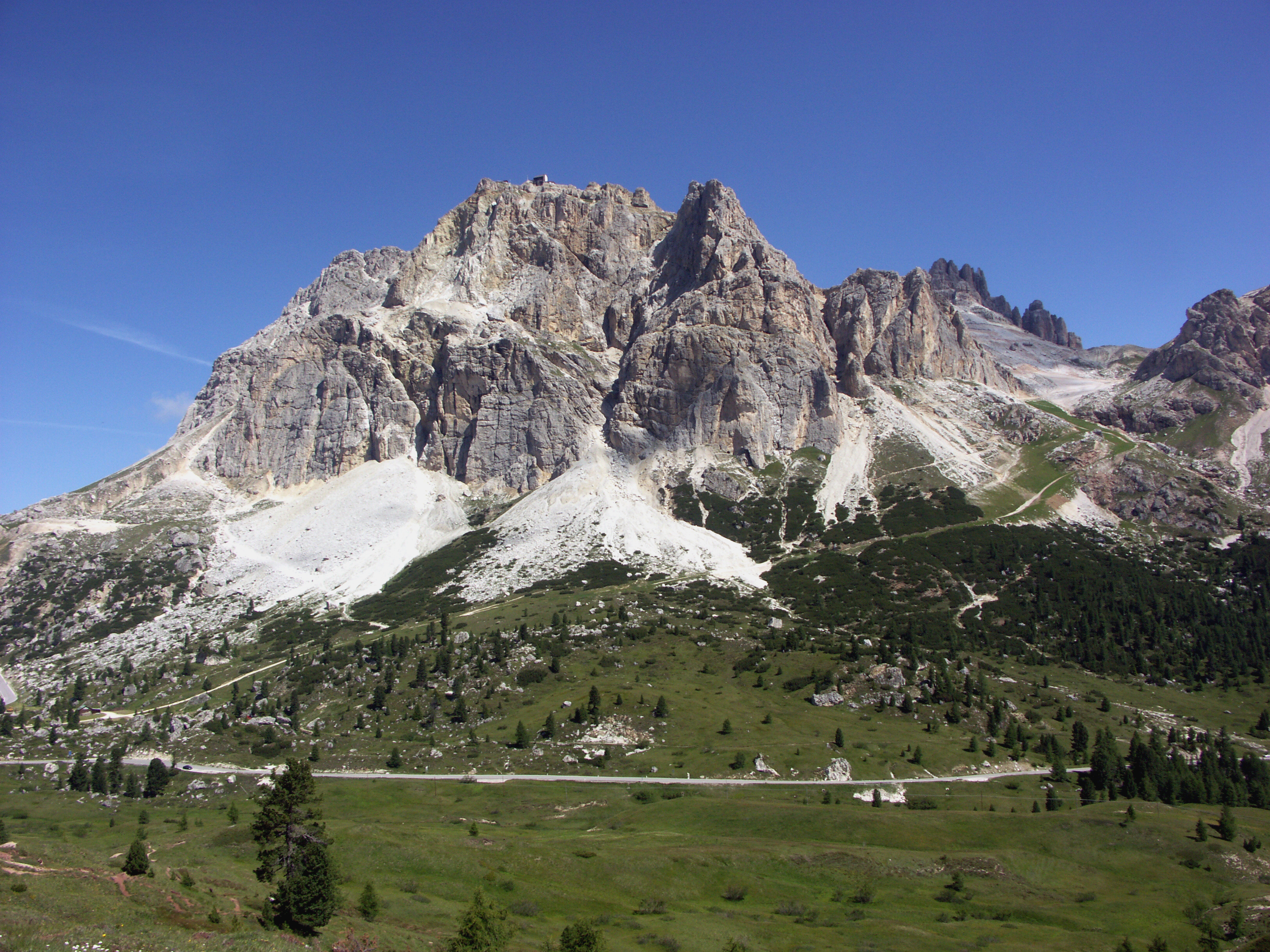
Kleiner Lagazuoi mit Vorkuppe (rechts) und dem horizontal verlaufenden Martini-Felsband. Spuren der Sprengungen sind am Wandfuß und links der Seilbahnstation sichtbar

Wegen der strategisch wichtigen Lage der Stellung auf dem Martini-Felsband versuchten die K.u.k. Truppen zwei Jahre lang die Alpini von dem Band zu vertreiben. Hierzu wurden von österreichischer Seite vier Minensprengungen durchgeführt, von italienischer Seite eine.

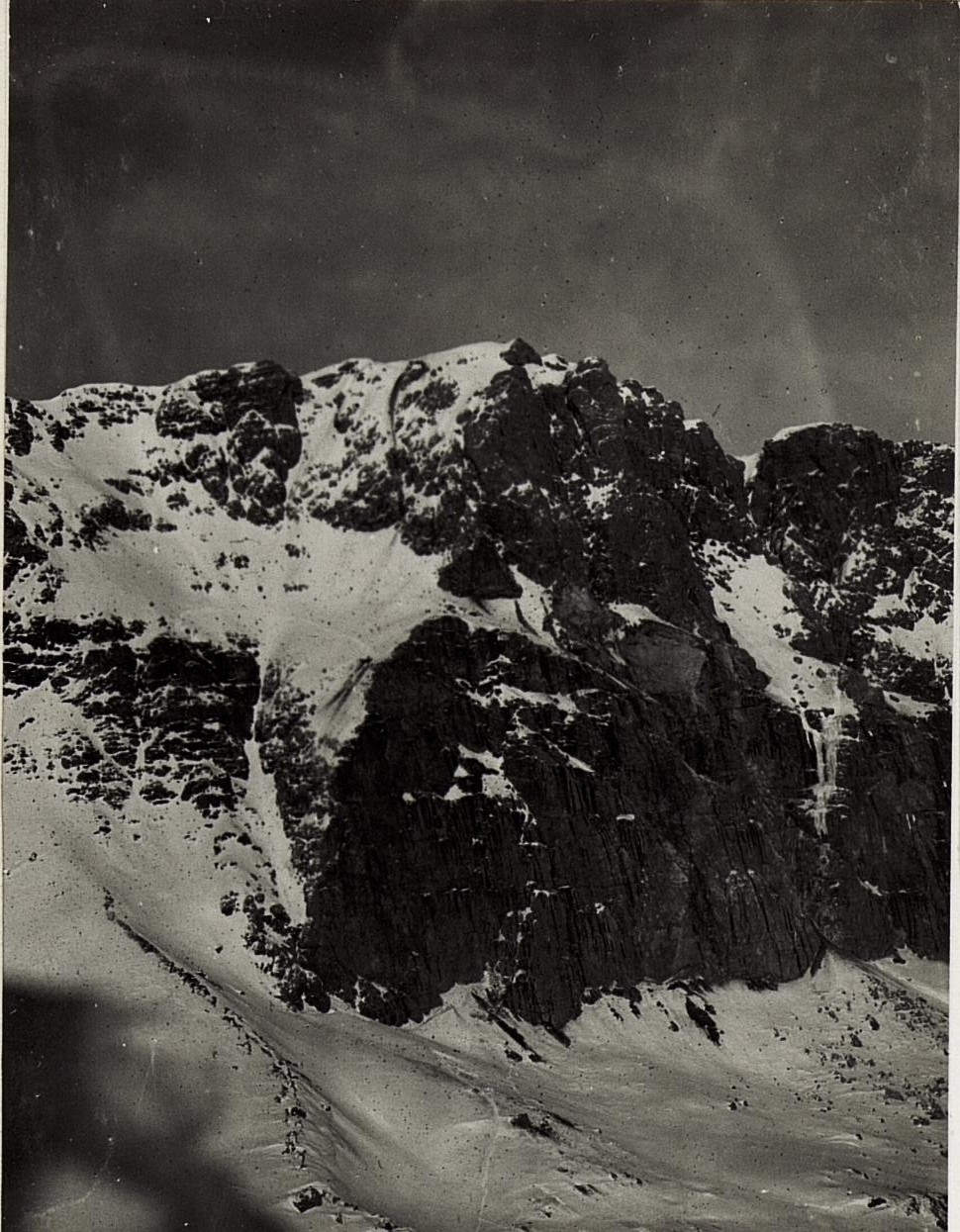
Kleiner Lagazuoi vom Hexenstein aus gesehen. In der Mitte des Bildes ist eine helle Sprengfläche über dem Felsband sichtbar.

- Am 1. Januar 1916 wurde kurz nach Mitternacht mit 300 kg Sprengstoff ein Felsbrocken oberhalb des Martini-Felsbandes los gesprengt. Die Felstrümmer der Sprengung führten zu keinen nennenswerten Schäden auf italienischer Seite. Diese Sprengung steht aber für den Anfang des Minenkrieges an der Dolomitenfront.[6][7]
- Am 14. Januar 1917 rissen auf der westlichen Seite des Felsbandes, noch vor der italienischen Stellung, 16 t Sprengstoff einen 37 m breiten und 45 m tiefen Trichter. Diese Sprengung sollte primär italienische Gegenstollen zerstören. Oberhalb des Passo Falzarego entstand so am Fuße der Felswand der linke Schuttkegel.[7][8][9]
- Am 22. Mai 1917 erfolgte die dritte und gewaltigste österreichische Sprengung am Kleinen Lagazuoi. Ein gefährlicher italienischer Vorposten mit ausgedehnten Tunneln und Kavernen in der oberen Lagazuoiwand wurde durch einen Stollen mit 30,4 t Sprengstoff angegriffen. Von diesem Vorposten ging die Gefahr aus, den Valparolapass und die Vonbank-Stellung sowie Stellungen auf am Kleinen Lagazuoi von oben mit schweren Waffen angreifen zu können. Durch die Sprengung lösten sich aus der Wand über dem Martini-Felsband 200.000 m³ Fels mit einer Bruchfläche von etwa 200 m Höhe und bis zu 140 m Breite. Vier Alpini auf Patrouille wurden von den Felsmassen erschlagen. Der linke Schuttkegel am Wandfuß wuchs stark an. Die Bruchfläche ist westlich (links) der Seilbahn noch gut sichtbar.[7][8][10]
- Am 20. Juni 1917 vernichten die Alpini mit 33 t Sprengstoff die geräumte K.u.k. Stellung auf der Lagazuoi-Vorkuppe (Anticima). Ein kunstvoll angelegter Stollen überwand die 190 Höhenmeter von Martini-Felsband bis zur Sprengkammer unter der angegriffenen Stellung. Die Österreicher hatten keine Verluste, im anschließenden Sturm auf den Sprengtrichter fielen mehrere Alpini. Den Alpini gelang es nicht, Vorgipfel zu erobern. Der entstandene Krater am Gipfelgrat ist noch gut sichtbar, ebenso wie der rechte Schutthügel am Wandfuß, der von dem über das Martini-Felsband abstürzende Gestein gebildet wurde.[7][8][9]

- Am 16. September 1917 verschütten weitere gewaltige Felsmassen das Martini-Felsband durch den mit 5 t Sprengstoff hoch über dem Felsband ausgelösten Felssturz, der aber zu keinen weiteren Verlusten führte.[7][8] Diese Sprengung war eine erfolgreiche Gegensprengung der Tiroler Truppen.[9]

### Ende der Kampfhandlungen
Am 24. Oktober 1917 um 2 Uhr und 5 Minuten begannen am Isonzo deutsche und österreichische Truppen zu Beginn der Zwölften Isonzoschlacht, Giftgas auf die italienischen Stellungen zu feuern. Die italienischen Truppen zogen sich fluchtartig bis hinter den Piave zurück. Die an der Südwest-Front in den Dolomiten stationierten italienischen Truppen wurden zurückgezogen. Der Krieg in den Dolomiten war beendet.

## Strategische Bedeutung des Martini-Felsbandes
Die Situation der Tiroler Front zeigte zu Beginn des Jahres 1917 eine Dominanz der K.u.k. Streitkräfte. Die Tiroler besetzten an der Südflanke den Hexenstein und den Valparolapass. Sie besaßen Stellungen auf dem Kleinen Lagazuoi einschließlich dessen östlicher Vorkuppe und dem Großen Lagazuoi, dem Fanesturm, den Fanesspitzen, dem Monte Cavallo und dem Monte Castello sowie am gesamten Kamm bis zur Vallon Bianco. Sie beherrschten auch das gesamte Travenanzes-Tal. Zwischen Lagazuoi-Vorkuppe und Castelletto verliefen die Frontlienien sehr nahe beisammen. Die italienische Front stieg dann vom Castelletto zu den drei Gipfeln der Tofane. Den Alpini gelang es also von 1915 bis 1917 nicht die Front gegen das Travenanzes-Tal bzw. das Gardnertal voranzutreiben.
Den Alpini gelang es „nur“, das Martini-Felsband zu erobern und zu halten, obwohl es darunter, darüber und westlich von Tiroler Stellungen umgeben war. Ein Aufbrechen der Front von dort aus gelang ihnen nicht. Sogesehen war das Felsband ein vorgeschobener Posten der italienischen Stellung, der zwar den Tiroler Verteidigern das Leben schwer machte, den Kampf um den Frontverlauf aber nicht beeinflussen konnte. Der Kleine Lagazuoi samt Vorkuppe konnte den ganzen Krieg über gehalten werden.

## Freilichtmuseum Cengia Martini
Im Herbst 1995 wurde das „Komitee Cengia-Martini-Lagazuoi“ gegründet, um die historischen Zeugnisse des Ersten Weltkrieges auf dem Lagazuoi zu bewahren. Die Restaurierungsarbeiten begannen im Sommer 1996. Die Stollen der Lagazuoi-Vorkuppe wurden geräumt und ein Wiederherstellungsprojekt wurde auf Grundlage der historischen Dokumente von Robert Striffler (siehe Literatur) erarbeiteten. Zwanzig Jahre intensiver Tätigkeit mit mehr als 8.500 Arbeitstagen, haben die Wiederherstellung von 7 Tunnelsystemen, von Militärstellungen und Schützengräben rund um den Kleinen Lagazuoi ermöglicht. Diese können heute besichtigt werden.